# Jirachi (ItsOkToCry)
Jirachi (stilizzato JIRACHI) è un singolo del rapper statunitense Itsoktocry, pubblicato il 24 gennaio 2019 dalla Cleopatra Records e Dimension Gate Music come secondo estratto dall'album in studio Poshboy.

## Musica e testi
Descritto come "i Nine Inch Nails in stile elettronica circa l'era di The Perfect Drug", Itsoktocry rappa falsi flussi di testi di coscienza. Non è chiaro cosa, esattamente, stia cercando di trasmettere con la canzone e, di conseguenza, la stessa sembra essere "giovanile e amatoriale".

## Tracce
1. Jirachi – 2:56 (testo: Larry – musica: KrissiO)